# Григулис, Арвид Петрович
Арвид Петрович Гри́гулис (латыш. Arvīds Grigulis; 1906—1989) — латвийский советский писатель, поэт и драматург, переводчик, литературовед, педагог. Народный писатель Латвийской ССР (1976).

## Биография
Родился 29 сентября (12 октября) 1906 года в Ладской волости Вольмарского уезда (территория Юмправского поместья) в крестьянской семье. 
В 1935 году окончил юридический факультет Латвийского университета. 
После присоединения Латвии к СССР активно участвовал в формировании культуры Советской Латвии, был ответственным секретарём созданного советской властью литературного журнала «Карогс».
В годы Великой Отечественной войны служил в 43-й гвардейской Латышской стрелковой дивизии. Сотрудник дивизионной газеты «Латышский стрелок».
С 1945 года преподавал там же на кафедре латышской литературы. Автор исследований по истории и теории литературы.
13 мая 1946 года избран председателем правления Латвийского республиканского отделения Литературного фонда СССР.
Член КПСС с 1954 года.
Доктор филологических наук (1973).
Академик АН Латвийской ССР (1978).   
Умер 5 октября 1989 года. Похоронен на кладбище Райниса в Риге.

## Общественная деятельность
Член ЦК Компартии Латвии (1971—1986).
Депутат ВС Латвийской ССР (1947—1955, 1963—1985), член Президиума Верховного Совета Латвийской ССР (1971—1985).
После снятия Н. С. Хрущёва Григулис обратился в Центральный комитет КПСС с просьбой, чтобы он (ЦК) "помог нам очистить советскую литературу от политического гнилья, от непрошенных учителей, для которых партийность — неведомое понятие, поднял авторитет писателей, верно служащих партийному делу, и, в частности, поставил бы на свое место гениев от тюремно-лагерной литературы и их покровителей, чьи цели мутны как лужа на дороге".

## Творчество
Литературную деятельность начал в 1927 году. В сборнике стихов «Записки репортёра» (1929), «Имитация и сердце» (1931) экспрессивно выразил протест против капиталистического строя.
В лирическом приключенческом романе «Люди в саду» (1940) раскрыл стремление человека к счастью.
Отразил переживания войны в сборниках стихов  «В землянке» (1943), «В бурю» (1946), сборнике рассказов «Сквозь огонь и воду» (1945).
Со 2-й половины 1940-х годов выступал как драматург. Его пьесы отличаются яркими сатирическими образами, острым диалогом. Автор высмеивает буржуазных националистов и кулаков, затрагивает темы войны, труда и морали.  
В 1950 году перевёл на латышский язык «Слово о полку Игореве».
Автор воспоминаний, повестей для детей и юношества. 
Составил сборник «Латышская литературная критика» (тт. 1—5, 1956—1964). 

## Сочинения
- - сборники стихов
- «Записки репортёра» (1929)
- «Имитация в сердце» (1931)
- «Землянка» (1943)
- «В бурю» (1946)
- «Ветка сирени» (1959)
- «Осенний дождь» (1966)
- «Ветер поёт в прибрежных ивах» (1968)
- «Вторые петухи» (1970)
- «Маргиналии» (1972)
- «Фронтовые костры» (1975) — с В. Луксом и Ю. Ванагсом
- «На белом коне» (1977)
- «Клятва» (1981)
- «С подсолнухом у шляпы» (1983)
  - пьесы
- «Окно на пригород» (1933)
- «В какую гавань?» (1945)
- «Как в Гарпетэрах историю делали» (1946)
- «Глина и фарфор» (1947)
- «Профессор устраивается» (1954)
- «Солдатская шинель» (1955)
- «Балтийское море шумит» (1957)
- «И так бывает на белом свете» (1959)
- «Свою пулю не слышишь» (1966)
- «Шекспир моет посуду» (1971)
  - новелла в стихах «В доме усталых» (1934)
  - роман «Люди в саду» (1940)
  - сборник рассказов «Сквозь огонь и воду» (1945)
  - роман «Когда дождь и ветер стучат в окно» (1965)
  - воспоминания «Красная рябина склонилась над потоком» (1975)
  - книга «Письма поэтессе Камилле» (1981)
  - сборник рецензий «Всё о театре» (1983)
  - книга «Добрый вечер, Камилла!» (1984)
    - повести для юношества
    - «Третья бригада» (1950)
    - «Пограничники, два мальчика и собака Марс» (1952)
    - «На улице Ленина горит свет» (1953)

Составил сборник «Латышская литературная критика» («Latviešu literatūras kritika», т. 1—5, 1956—60).

### Экранизации
- 1967 — Когда дождь и ветер стучат в окно / Kad lietus un vēji sitas logā — по одноимённому роману
- 1990 — Райский сад Евы / Ievas paradīzes dārzs — по роману «Люди в саду»

## Награды и премии[6]
- Сталинская премия второй степени (1948) — за постановку его пьесы «Глина и фарфор» (1947) на сцене ГАДТ Латвийской ССР имени А. М. Упита
- Государственная премия Латвийской ССР по литературе (1982) — за книгу «Письма поэтессе Камилле» и последние публикации по литературе и театральной критике
- народный писатель Латвийской ССР (1976)
- заслуженный деятель культуры Латвийской ССР (1947)
- орден Ленина (22.08.1986)
- орден Отечественной войны II степени (11.03.1985)
- три ордена Трудового Красного Знамени (1945; 3.01.1956; 1976)
- орден Красной Звезды (9.09.1943)
- два ордена «Знак Почёта» (1961; 1965)
- медали